# Shibam Kawkaban
Shibam Kawkaban (em árabe: شبام كوكبان, translit. shabam kukban) também conhecido como Shibam Himiar ou Shibam Akyan, está localizado a cerca de 40 quilômetros a noroeste de Sana, capital do Iêmen. A cidade está localizada ao longo da rodovia que sai de Saná, passando por Al-Tawila, e que vai até a província de Al Mahwit, na Cordilheira Ocidental, considerada a paisagem mais espetacular do país, passando pelo antigo assentamento de Haz. Na direção norte, uma pequena distância leva a Tula (cerca de 10 quilômetros). Os dois assentamentos associados foram construídos no final do primeiro milênio com pedra natural iemenita. Mesmo em meados da década de 1980, era uma aldeia tradicional, que abrigava cerca de 2 000 habitantes. Assim como Tula, Shibam Kawkaban foi a capital da dinastia iafúrida do Reino Himiarita (séculos VII e VIII).

## Localização
Shibam está localizado no sopé do Monte Kawkaban - a uma altitude de 2 580 metros - e, portanto, cerca de 360 metros abaixo do Forte Kawkaban. A montanha é composta de arenito vermelho. A cidade era apoiada diretamente no sopé da montanha, como uma defesa especial da parte ocidental que era essencial para a cidade; a parte oriental era assegurada por uma muralha com três portas. Restos desta fortificação existem até hoje. Um dos portões da cidade (Medina de Sam) tem espólio de antigas construções dos Sabeus.
Kawkaban era uma fortaleza no topo do Monte Kawkaban. De onde se tem uma boa vista panorâmica. A leste, a vista é aberta para as montanhas do Vale de Saná e ao sul para a montanha mais alta no Iêmen, que também é o ponto mais alto da Península Arábica, o Jabal an Nabi Shu'ayb com seus 3 666 m de altura. O acesso para Kawkaban é feito através de um caminho íngreme e bem conservado que se inicia em Shibam. A cidade só tem um acesso pelo portão sempre vigiado pela polícia. No seu interior podemos ver numerosas mesquitas, casas senhoriais, partes da Muralha e o portão. Entre os edifícios estão as casas dos imãs parcialmente em ruínas, mas com fachadas esplêndidas. A mesquita principal tem o único minarete da cidade, além desta existem sete mesquitas menores. Vale a pena ver os túmulos da caverna, que são incrustadas no maciço.
No início do século XX, a pequena aldeia de montanha foi o lar de judeus e árabes de descendência sabélica. Foi visitado pelo explorador e fotógrafo alemão Hermann Burchardt, que escreveu em maio 1902: "Kawkaban é uma cidade completamente deserta agora , mas há 40 anos tinha 30 000 habitantes, agora tem apenas algumas centenas; [também] tem seu bairro judeu, onde algumas famílias ainda vivem ”.

## Arquitetura islâmica

### Shibam

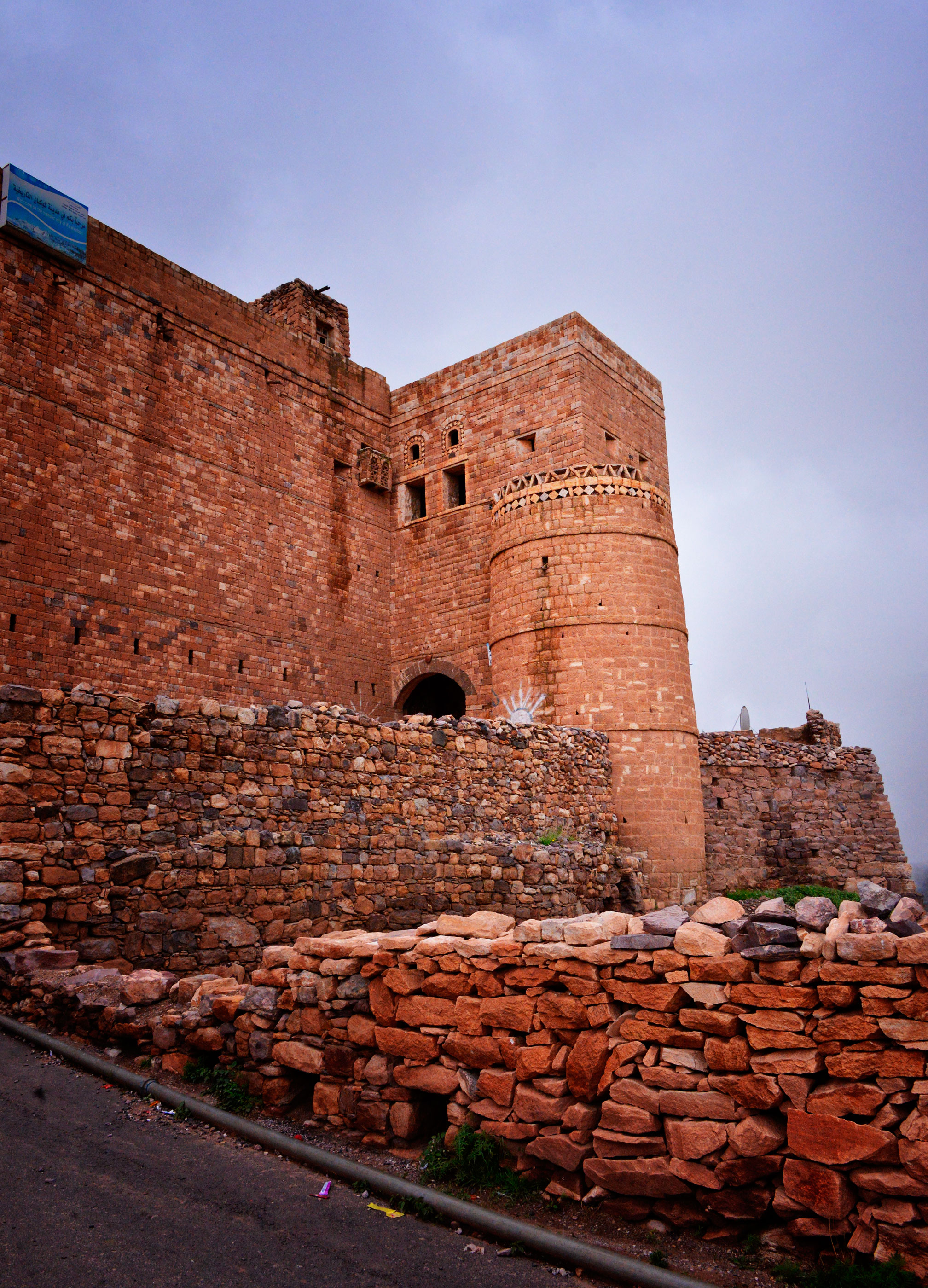
Vista do Forte Kawkaban

Shibam tem um grande número de mesquitas. A mesquita mais antiga (a Grande Mesquita) representa a arquitetura do século IX do Iêmen e dá um excelente testemunho das primeiras mesquitas do país. Está entre as mais bem preservadas. A proximidade temporal com a arquitetura antiga do sul da Arábia nos mostram como deviam ser as grandes mesquitas naquela época. As colunas de pedra estão localizadas num pátio quadrado ao antigo estilo persa apadana, cercado por pilares de pedra com estruturas de apoio de madeira para uma construção de teto plano com janelas de alabastro arqueadas e uma arcada do estilo sassânida. A sala de oração do norte foi considerada uma peça especial, as colunas se erguiam a 8 metros de altura até o teto da mesquita. Os magníficos tetos com madeira ricamente entalhada e pintada possuíam vários painéis que caracterizam a imagem final.

### Kawkaban
Kawkaban desempenhou um papel crucial na história do Iêmen entre 841 e 997. Na aldeia, uma família local fundou a dinastia iafúrida. Com o fracasso dos governantes abássidas em sitiar a cidade entre 843 e 844, os vencedores iafúridas procuraram estender seu domínio às terras altas do Iêmen. Pela primeira vez na história islâmica do Iêmen, uma dinastia local projetou o cenário histórico. Em 847, Saná foi conquistada. No entanto, como os governadores da cidade receberam o apoio das tropas abássidas, o sucesso foi de curta duração. Mas como a cidade de Shibam conseguia se defender, conseguiu manter seu domínio que se estendia principalmente para o sul até Taiz. Em 872, Shibam se tornou a capital da dinastia Kawkaban até 997 quando a dinastia foi extinta. A cidade de Kawkaban foi em grande parte destruída na guerra civil que ocorreu entre 1962 e 1969 (especialmente em 1964) por ataques aéreos. Muitas casas não foram reconstruídas mais tarde. Como o portão Babal Hadiete (o portão de ferro), junto com um forte feito de tijolos e uma grande cisterna nos arredores ao sudeste. Também no sudeste havia um pequeno bairro judeu. No sul, ainda se pode ver restos da cidade e das fortificações na borda íngreme do planalto.

## Entorno
Shibam Kawkaban está localizado no extremo leste da encosta ocidental da serra. A região é considerada a paisagem mais espetacular do Iêmen. Os vales profundos separam as montanhas íngremes o que faz com que apareçam penhascos extremos. Os planaltos ocidentais formam uma fronteira cultural natural entre a montanha e as terras baixas, que oferecia proteção contra inimigos invasores. É graças a essas circunstâncias que a sociedade tribal das terras altas desenvolveu-se de maneira autóctone por séculos. Para extrair produtos agrícolas de solo fértil e escasso, a população sempre dependeu do cultivo em terraços. Para este propósito, florestas secas ricas em espécies foram cortadas desde os tempos antigos. As formas suculentas da Euphorbia (como a Euphorbia ammak) estabeleceram-se como vegetação natural. O cultivo de café é possível onde os vales se estendem. 